# Big (canção)
"Big" é uma canção da cantora britânica Rita Ora, do DJ cazaque Imanbek e do DJ francês David Guetta. A canção contém a participação do rapper americano Gunna nos vocais e foi lançada em 12 de fevereiro de 2021 como o primeiro single do EP colaborativo de Ora e Imanbek, Bang. Foi composta por Ora juntamente de Guetta, Imanbek, Ed Sheeran, Alexander Eskeerdo Izquierdo, Marcus Lomax, Mike Hawkins, Sam Martin, Toby Green e William Spencer Bastian.

## Antecedentes e desenvolvimento
Falando sobre o EP, Imanbek revelou: “Este foi um projeto globalmente colaborativo incluindo alguns dos meus artistas e produtores favoritos. Foi muito divertido trabalhar no projeto de uma forma tão criativa. O projeto nos uniu não apenas criativamente, mas pessoalmente e foi uma ótima experiência." Em um comunicado, Ora disse: "Quando começamos este projeto, estávamos realmente procurando desenvolver conexões criativas com outros artistas. Colaborar com o Imanbek foi uma experiência realmente única, tivemos reuniões através do Zoom para discutir a música e tivemos que usar tradutores também, então realmente tivemos que nos adaptar a uma nova forma de gravar. É incrível o quanto a tecnologia permitiu que nossa conexão brilhasse." Ela também falou sobre como trabalhar com Imanbek no futuro. O EP colaborativo foi anunciado em 4 de fevereiro de 2021.

## Videoclipe
Um videoclipe acompanhado foi lançado em 12 de fevereiro de 2021.

## Pessoal
Créditos adaptados do TIDAL.
- Rita Ora — artista principal, vocal principal, compositora
- David Guetta — produtor, compositor, programador
- Imanbek Zeikenov — produtor, compositor, programador
- Gunna — artista convidado, voz, compositor
- Mike Hawkins — produtor, compositor
- Sam Martin — produtor, compositor, programador
- Toby Green — produtor, compositor
- William Spencer Bastian — produtor, compositor, programador
- Alexander Eskeerdo Izquierdo — compositor
- Ed Sheeran — compositor
- Marcus Lomax — compositor
- Florian Ongonga — gravação vocal adicional
- Yvan Bing — engenheiro
- Dave Hutch — mestre
- Leslie Brathwaite — mixagem
- Cameron Gower Poole — produção vocal

## Desempenho nas tabelas musicais
| País — Tabela musical (2021)            | Melhor posição |
| --------------------------------------- | -------------- |
| Alemanha (Official German Charts)       | 95             |
| Billboard Global 200                    | 154            |
| CEI (Tophit)                            | 252            |
| Irlanda (IRMA)                          | 53             |
| Nova Zelândia (Hot Singles – RMNZ)      | 16             |
| Países Baixos (Single Tip – MegaCharts) | 13             |
| Reino Unido (UK Singles Chart – OCC)    | 53             |
| Suíça (Schweizer Hitparade)             | 68             |